# Гослесопитомника (Острогожский район)
Гослесопито́мника — посёлок в Острогожском районе Воронежской области.
Входит в состав Терновского сельского поселения.

## Население
| 2000 | 2005 | 2010 |
| ---- | ---- | ---- |
| 12   | ↘5   | ↘1   |

## Улицы
В посёлке имеется одна улица — Садовая.